# Myriophyllum oguraense
Myriophyllum oguraense là một loài thực vật có hoa trong họ Haloragaceae. Loài này được Miki miêu tả khoa học đầu tiên năm 1934.